# Iwan Antonowitsch Barozzi de Els
Iwan Antonowitsch  Barozzi de Els (russisch Иван Антонович Бароцци де Эльс; * 1805; † 19. Apriljul. / 1. Mai 1863greg. in Irkutsk) war ein russischer Geologe und  Metallurg.

## Leben
Barozzi stammte aus einer Adelsfamilie des Gouvernements Moskau. Sein Vater Anton Matwejewitsch Barozzi de Els war Bergingenieur und diente in der Bergexpedition des kaiserlichen Kabinetts im Rang eines Oberhüttenverwalters und auch im Münz-Departement des Bergkollegiums.
1816 trat Barozzi in das St. Petersburger Bergkadettenkorps ein. Nach dem Abschluss der Ausbildung und Entlassung als Unteroffizier im September 1824 begann er 1825 seinen Dienst im St. Petersburger Hüttenwerk. 1826 war er Stabsoffizier de jour des Kadettenkorps.
Ab 1827 gehörte Barozzi zur Georgischen Expedition im Rang eines Schichtmeisters (XIV Klasse, niedrigster Rang in der Bergbeamten-Hierarchie). Er führte geologische Untersuchungen in Ostarmenien durch. Auf Barozzis Untersuchungen in der Umgebung des Sewansees berief sich Wladimir Wernadski in seinem Mineralogie-Lehrbuch. Auch beaufsichtigte Barozzi den Münzhof in Tiflis, die Erdölquellen in Baku und das georgische Bergamt. Im Hinblick auf den möglichen Bau einer Glasfabrik in Baku untersuchte er heißes Erdgas. Er verfasste einen ausführlichen Bericht über den Zustand des Bergbaus in der Region mit Zeichnungen und Plänen. Als Erster beschrieb er die Schlammvulkane in der Umgebung Bakus. Er wurde 1829 Bergschreiber (XII. Klasse), 1830 Hüttenverwalter (X. Klasse) und 1831 Markscheider (IX. Klasse).
1831 kam Barozzi als Beamter für besondere Aufgaben in die Waffenfabrik der Slatouster Hüttenwerke. Er verfasste eine Beschreibung der Geschichte der Slatouster Hüttenwerke für ein Buch über die Geschichte der Region Orenburg. 1832 wurde er auf eigenen Wunsch Assistent der Zeichenwerkstatt der Geschäftsführung der Slatouster Hüttenwerke. 1833 wurde er Laboratoriumsprobierer der Jekaterinburger Hüttenwerke und begleitete die Wagenkolonnen mit Gold und Platin nach St. Petersburg.
1835–1846 war Barozzi Geschäftsführer des Kamenski-Hüttenwerks, in dem Geschützrohre und kugelförmige Granaten hergestellt wurden. Er modernisierte das Werk und insbesondere das Gebläse zur Erhöhung der Produktivität des Hochofens. Er führte mit Wasserkraft betriebene Bohrmaschinen ein.
1847 wurde Barozzi in den Okrug Nischneudinsk geschickt, um für die gerade entdeckte Eisenerz-Lagerstätte den Bau einer Eisenhütte an der Oka-Mündung zu organisieren. Er leitete den Bau bis 1853.
1854 ging Barozzi nach Irkutsk und wurde Revisor für die Eisen- und Salz-Produktion der Hauptverwaltung Ostsibiriens mit den Rechten des Ural-Berginspektors. Er inspizierte Hüttenwerke und wählte 1857 im Berg-Okrug Nertschinsk den Ort für den Bau eines Hüttenwerks für die neuen Lagerstätten aus. 1858 leitete er im Auftrag Nikolai Murawjow-Amurskis die Erprobung der ersten  Dampfschiffe auf dem Baikalsee aus der Werft in Listwjanka. 1860 wurde Barozzi zum Generalmajor befördert. Er starb am 1. Mai 1863 in Irkutsk und wurde auf dem Jerusalem-Friedhof begraben.

## Ehrungen
- Sankt-Stanislaus-Orden IV. Klasse (1836), III. Klasse (1840)[7]
- Russischer Orden der Heiligen Anna III. Klasse (1850), II. Klasse mit Kaiserkrone (1856)[6]